# Stylosiphonia
Stylosiphonia  es un género de plantas con flores perteneciente a la familia de las rubiáceas. Incluye una sola especie: Stylosiphonia glabra Brandegee (1914).
Es nativo del sudeste de México.